# 横扫一切牛鬼蛇神

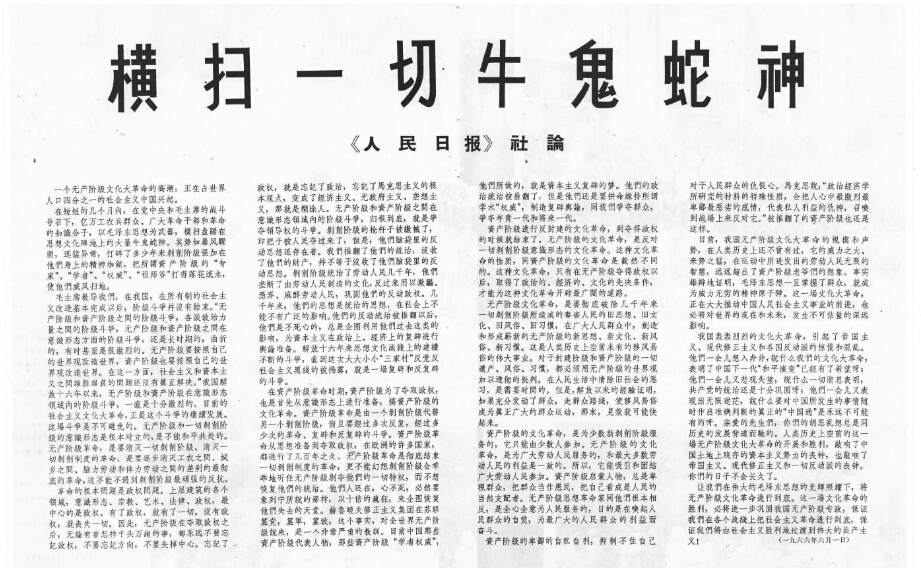
1966年6月1日《人民日报》社论《横扫一切牛鬼蛇神》

《横扫一切牛鬼蛇神》是1966年6月1日中共中央机关报《人民日报》发表的一篇社论，号召群众起来“横扫一切牛鬼蛇神”。该社论宣称：“一个无产阶级文化大革命的高潮，正在占世界人口四分之一的社会主义中国兴起”，号召无产阶级要“彻底破除几千年来一切剥削阶级所造成的毒害人民的旧思想、旧文化、旧风俗、旧习惯”。从此文化大革命席卷全国。
同日，经中共中央主席毛泽东批准，新华社播发北京大学聂元梓等7人（经康生授意）写的针对中共北京大学党委和中共北京市委的一张大字报《宋硕、陆平、彭珮云在文化革命中究竟干些什么？》，向全国广播。